# 祖耶夫斯科耶湖 (謝別日區)
56°29′15″N 28°36′33″E / 56.48750°N 28.60917°E
祖耶夫斯科耶湖（俄语：Зуевское），是俄羅斯的湖泊，位於該國西北部，由普斯科夫州負責管轄，處於謝別日區，面積1.1平方公里，集水區面積8.5平方公里，平均水深1.5米，最大水深3.7米。